# Karl Heinz Wagner (Sprachwissenschaftler)
Karl Heinz Wagner (* 21. März 1938) ist ein deutscher Linguist.

## Leben
Nach dem Abitur 1959 studierte Wagner Anglistik, Romanistik, Philosophie und Pädagogik in Erlangen und Edinburgh (Staatsexamen 1964) und wurde wissenschaftlicher Assistent am Englischen Seminar der Universität Kiel. 1968 promovierte er in Anglistik, Romanistik und Allgemeiner Sprachwissenschaft und wurde nach einer kurzen Zeit als Wissenschaftlicher Assistent am Institut für Linguistik in Stuttgart. 1971 wurde er auf die Professur für Linguistik mit dem Schwerpunkt Englisch an der Universität Bremen berufen. Er befindet sich im Ruhestand.
Wagner war ein früher Vertreter der Generativen Grammatik in Deutschland. Später unterrichtete er vorrangig den Schwerpunkt Computerlinguistik. Er gibt die Schriftenreihe „Bremer Linguistisches Kolloquium“ (BLIcK) heraus.

## Schriften
- Generative Grammatical Studies in the Old English Language. Julius Groos, Heidelberg 1969 (Dissertation. Kiel 1968)
- mit J. Bechert, D. Clement, W. Thümmel: Einführung in die generative Transformationsgrammatik. Ein Lehrbuch. Hueber, München 1970.
- Autoren-Textsystem EDIT & FORM. Handbuch. Georg Thieme, Stuttgart 1986.

### Herausgebertätigkeit
Seit 1988 ist Wagner zusammen mit Wolfgang Wildgen Herausgeber des Bremer Linguistischen Kolloquiums (BLIcK):
- BLIcK 1 – Studien zum Sprachkontakt. 1988.
- BLIcK 2 – Studien zur Grammatik und Sprachtheorie. Universität Bremen. 1990.
- BLIcK 3 – Studien zur Soziolinguistik und Sprachgeschichte. Universität Bremen. 1992.
- BLIcK 4 – Rhetorik - Sprache und Denken - Ethnolinguistik. Universität Bremen. 1993.
- BLIcK 5 – Kognitive Linguistik und Interpretation. Universität Bremen. 1994.
- BLIcK 6 – Studien zur Phonologie, Grammatik, Sprachphilosophie und Semiotik. 1998.
- BLIcK 7 – Roger Böhm: Notional Grammar, Wortklassen und Dependenz. 1998.

### Weitere
- Eberhard Klein, Françoise Pouradier Duteil, Karl Heinz Wagner (Hrsg.): Betriebslinguistik und Linguistikbetrieb. Akten des 24. Linguistischen Kolloquiums. Universität Bremen, 4.–6. September 1989. 2 Bände. Niemeyer, Tübingen 1991.
- Winfried Boeder, Christoph Schroeder, Karl Heinz Wagner, Wolfgang Wildgen (Hrsg.): Sprache in Raum und Zeit. 2 Bände. Gunter Narr, Tübingen 1997.